# Eremophila reticulata
Espèce
Classification APG III (2009)
Eremophila reticulata est une espèce de plantes à fleurs de la famille des scrophulariacées endémique de l'Australie-Occidentale. C'est un arbuste dense avec des petites feuilles ovoïdes, des sépales colorés et des fleurs blanches ou roses.

## Description
Eremophila reticulata est un arbuste de 0,5 à 1,8 m de hauteur, avec de nombreuses branches enchevêtrées. Ces branches sont couvertes d'une couche de poils gris simples, pressés contre la surface. Les feuilles sont disposées en alternance le long des branches ; elles sont pour la plupart longues de 6,5 à 12 mm et larges de 5 à 11 mm, elliptiques à ovoïdes et couvertes de poils gris parfois masqués par de la résine séchée. Ces feuilles ont parfois un pétiole de 1 à 3,5 mm de long,.

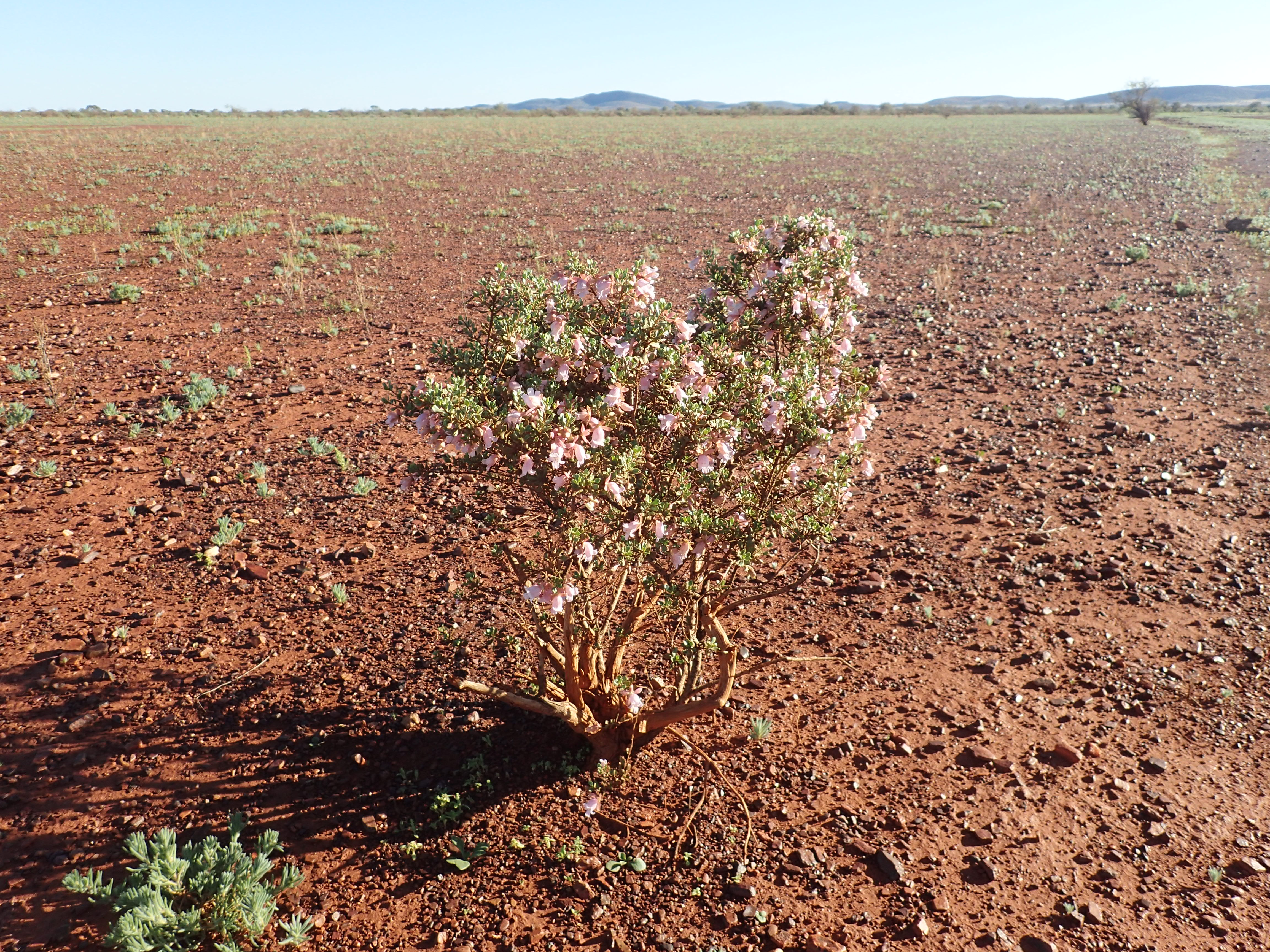
E. reticulata près du Mont Augustus.
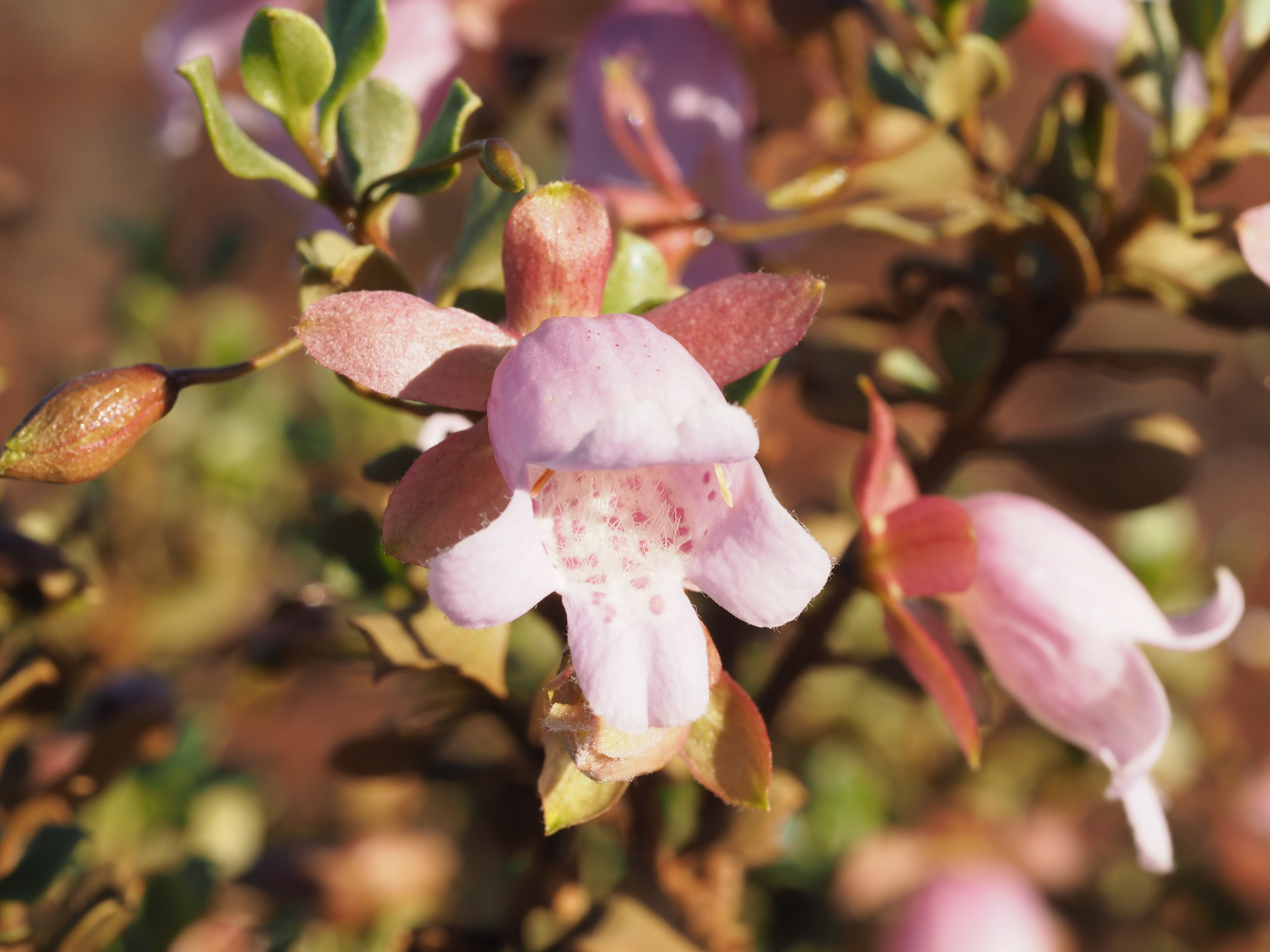
Détail des fleurs d'E. reticulata.

Les fleurs sont portées seules ou par paires à l'aisselle des feuilles sur des pédoncules velus, généralement longs de 10 à 16 mm. Il y a 5 sépales recouvrants, collants, violacés ou crème, éventuellement teintés de rose. Ils sont en forme de lance à ovoïde, longs de 9 à 13 mm environ, mais grandissent après la floraison. Les pétales sont longs de 14 à 21 mm, réunis en tube à leur extrémité inférieure. Ce tube est blanc, parfois teinté de rose ou de lilas, avec des taches lilas à violettes à l'intérieur et sur le lobe du pétale inférieur. Le tube et les lobes sont pour la plupart glabres, sauf la partie médiane du lobe inférieur et l'intérieur du tube, qui ont de longs poils doux. Les 4 étamines sont entièrement enfermées dans le tube. La floraison a lieu de juin à septembre. Les fruits sont secs, ovales à coniques, côtelés, longs de 5,5 à 7 mm,.

## Taxonomie et dénomination
Cette espèce a été formellement décrite pour la première fois par Robert Chinnock en 2007 dans Eremophila and Allied Genera: A Monograph of the Plant Family Myoporaceae. Son épithète spécifique (reticulata) est un mot latin signifiant « en forme de filet », ce qui renvoie aux nervures ou aux veines à la surface du fruit.

## Distribution et habitat

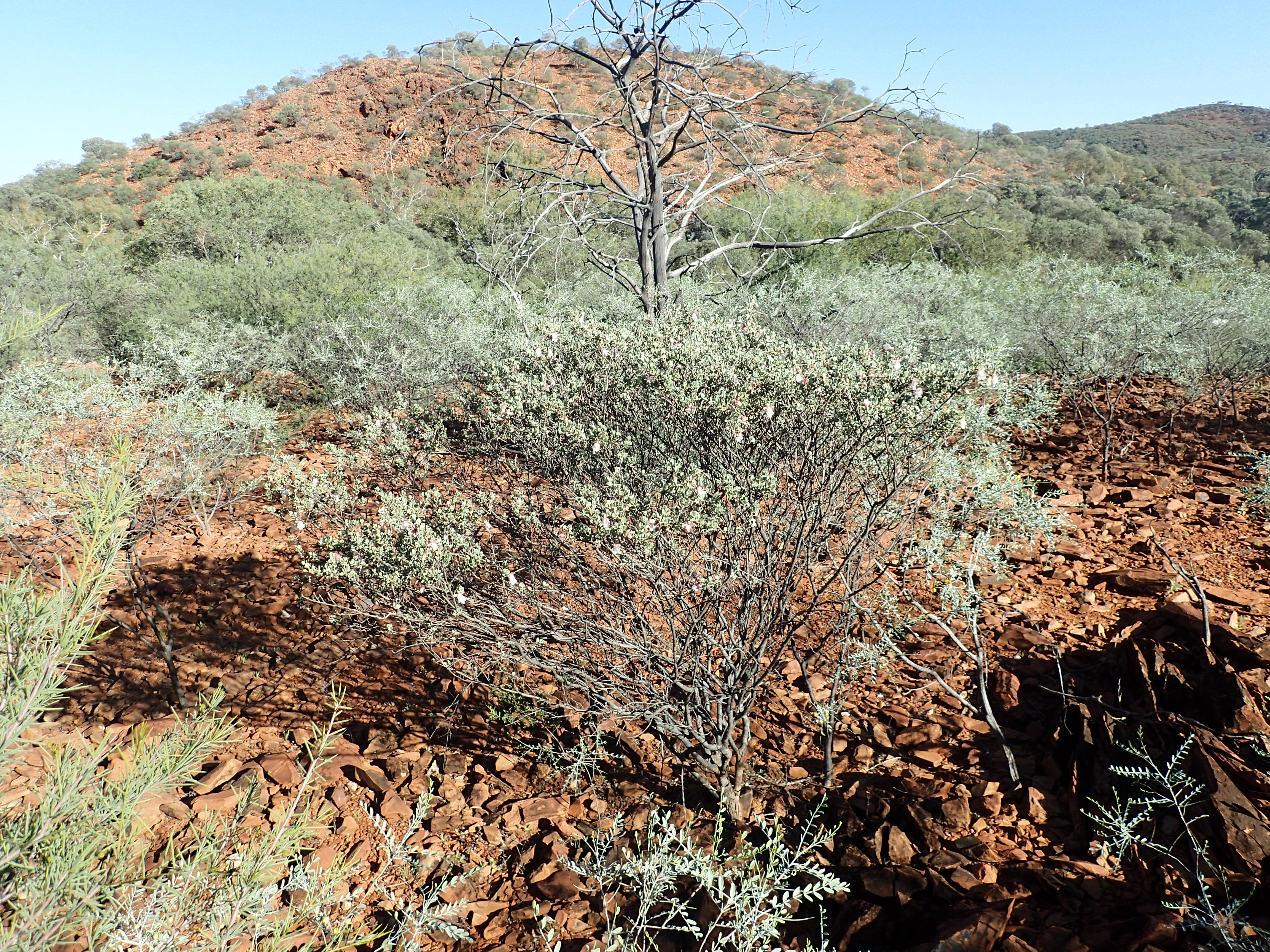
E. reticulata près de Dairy Creek.

Eremophila reticulata pousse dans les collines rocheuses et les plaines entre Landor Station (en) et la chaîne de Barlee , dans les régions biogéographiques de Carnarvon, Gascoyne et Pilbara.

## Préservation
Eremophila reticulata est classée comme « non menacée » par le Département des parcs et de la faune (en) du gouvernement d'Australie-Occidentale.

## Utilisation en horticulture
C'est l'une des espèces du genre les plus attrayantes lorsqu'elle est cultivée dans de bonnes conditions. Il est difficile de la propager à partir de boutures et la plupart des cultures ont été produites par greffage sur un porte-greffe du genre Myoporum. Elle pousse mieux dans un sol bien drainé et en plein soleil. Elle ne nécessite qu'un arrosage occasionnel pendant les longues périodes de sécheresse, mais est sensible au gel.